# Polycitor obeliscus
Polycitor obeliscus is een zakpijpensoort uit de familie van de Polycitoridae. De wetenschappelijke naam van de soort is voor het eerst geldig gepubliceerd in 1972 door Kott.